# Uppsala–Enköpings Järnväg

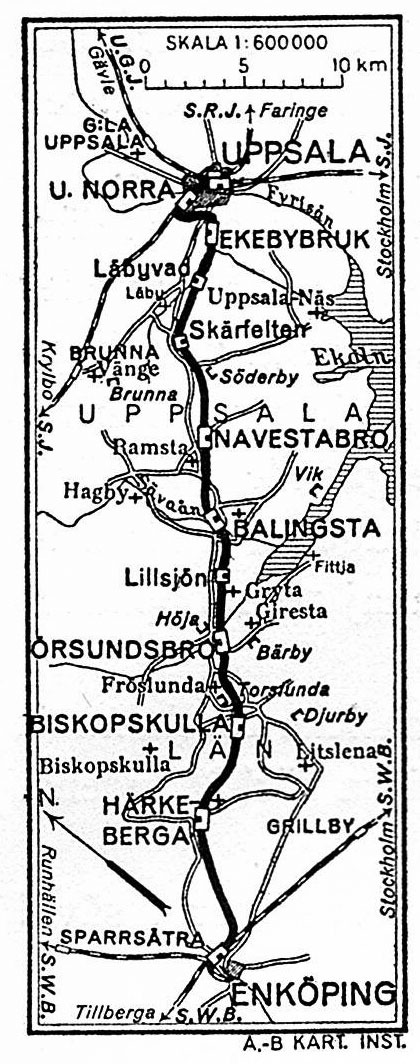
UEJ. Karta 1926.

Uppsala–Enköpings Järnväg (UEJ), var en normalspårig (1 435 mm) järnväg som öppnades 1912. Sista tåget gick 10 juni 1979 och banan lades officiellt ned 1980. Spåren revs upp 1983–1984.

## Historik

### Planering och uppförande

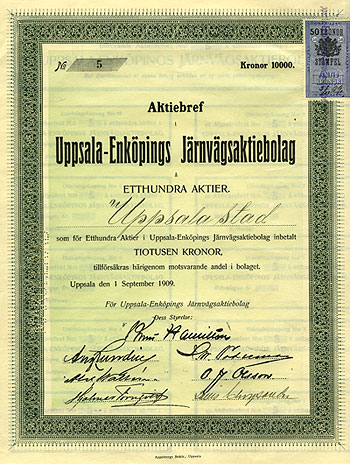
Aktiebrev 1909

Under 1880-talet väckte dåvarande landshövding greve Adolf Ludvig Hamilton planen om en järnväg mellan Uppsala och Enköping. Diskussioner vilken sträckning järnvägen skulle ha med mera gjorde att arbetet tog tid och inte förrän 2 mars 1907 kunde man besluta om att söka koncession för linjen Uppsala–Enköping samt bilda aktiebolag. 1 maj 1908 beviljades koncession bestående av bland annat Uppsala stad, Enköpings stad, Uppsala läns landsting, diverse landskommuner, Ekebybruk med flera, och den 23 april året efter erhölls statslån på 1 040 000 kr vilket motsvarade halva den beräknade investeringskostnaden. Resten av kapitalet hade tagits in genom försäljning av aktier, huvudsakligen till de tidigare nämnda intressenterna. I september samma år skrevs kontrakt med Bröchner-Larsen och Krogh och arbetet kunde påbörjas. Arbetet inleddes vid den nyanlagda Uppsala Norra och arbetslaget bestod av ett 20-tal man, ett ångloksdrivet tippvagnståg för transport av sten och grus, samt en ångdriven grävmaskin av tyskt fabrikat. Den 10 december 1911 kunde banan visas upp för bl.a. stadsfullmäktige i Uppsala och ett persontåg avgick som första tåg från Uppsala Norra. Sjunde maj året efter besiktigades banan och en vecka senare fick man trafiktillstånd. Slutligen 14 maj 1912 öppnades järnvägen för trafik utom Uppsala norra som öppnades den 1 december 1912 under ledning av trafikchef G. R. Sjöquist. Linjen var dragen med enkelspår av normalspårvidd och liksom de flesta järnvägar vid den tiden oelektrifierad vilket banan förblev resten av tiden. Längs banan hade telegraf installerats samt telefon fram till Navestabro. Banan slutbesiktigades den 9 oktober 1914 då det fanns tillräckligt med rullande material. Investeringen var på 2,5 miljoner kronor.

### Lok och motorvagnar
Lok 1 och 2 var de första loken att trafikera banan och inhandlades för 33 900 kronor styck av NOHAB i Trollhättan. Dessa var i drift tills att Statens Järnvägar (SJ) tog över 1937 varav nummer 1 skrotades 1939 och nummer 2 såldes till Stockholms Gasverk 1942. Ett begagnat SJ-lok köptes 1913 från Stieltjes för 6 000 kronor men efter att två begagnade lok från Stockholm–Västerås–Bergslagens Järnvägar (SWB) införskaffats 1917 och 1918 såldes det före detta SJ-loket. Konkursboet hyrde ett begagnat lok 1935 som köptes 1936. Alla loken var tillverkade av Nohab. Lokstallet var beläget väster om Uppsala norra strax efter att banan svängt av från dåvarande norra stambanan.
Till persontrafiken fanns det fyra personvagnar, två resgodsvagnar och en ångfinka. Alla personvagnarna och loken var utrustade med vakuumbromsar. Det fanns 10 täckta godsvagnar, 10 öppna med höga lämmar och 30 med låga lämmar.
För att sänka driftskostnaderna på den mycket ansträngda ekonomin hyrdes 1927 en dieseldriven motorvagn årsmodell 1922 in från DEVA. Vagnen fick nummer 15 och visade sig kostnadseffektiv varför den fick rulla fram till 14 juli 1937 då den ställdes av på grund av en brand i generatorn.

### Förstatligandet
Bolaget hade efter 1920 gått med underskott alla år utom ett och det totala underskottet var 1936 över 1 miljon kronor. Efter en utredning 1933 beslöts att bolaget skulle säljas och SWB och SJ kontaktades. Det upptäcktes att en anställd hade förskingrat pengar och 12 februari 1934 ansökte UEJ om likvidation. Efter att SWB först visat intresse hamnade banan till slut 1937 i SJ:s händer, detta efter att staten på exekutiv auktion köpt banan för 200 000 kr.
Efter förstatligandet ersattes UEJ:s tåg mot SJ:s J-lok som hade större förråd och bättre dragkraft. L-lok lär ha använts till godstransport. Återigen söktes lägre driftskostnader vilket medförde att man 1947 återigen gick över till motorvagnar, denna gång rälsbussar av typ Yo1. 1955 avgick det sista ordinarie ångloksdragna tåget och 1 september 1958 började en ny typ av motorvagnar användas. Dessa var av typen YBo6 och trafikerade linjen ända till trafikens nedläggning 1979. I godstrafiken ersattes ångloken med diesellokomotorer, till exempel Z62.

### Nedläggning
SJ bytte som tidigare nämnts ut fordon och bemanningen längs linjen minskade under 1950-talet. 28 maj 1967 drogs hållplatserna Läbyvad, Skärfälten, Lillsjön och Malmavägen in. Denna nedläggningsvåg intensifierades 12 maj 1968 då stationerna Navestabro, Balingsta, Biskopskulla och Härkeberga lades ned. Under 1970-talet fördes ständigt diskussioner om nedläggning av hela järnvägen. Omfattande inskränkningar gjordes i trafiken: ingen trafik på lördagar och på söndagar bara viss kvällstrafik. De sista åren stannade tågen bara på mellanstationerna Ekebybruk och Örsundsbro. Den 6 maj 1979 inställdes trafiken helt och återupptogs den 4 juni enbart för tidtabellsskiftet. I och med bygget av motorvägen E18 utanför Enköping avbröts trafiken åter den 11 juni då man bröt upp en bit av rälsen där den kommande korsningen skulle bli. Sista turen kom att gå från Uppsala till Enköping den 10 juni 1979. Den 16 juni 1980 gav regeringen SJ tillåtelse att lägga ned trafiken officiellt. Vid tiden för nedläggningen hade tågen endast stannat på stationerna Uppsala C, Ekebybruk, Örsundsbro och Enköping. Länsstyrelsen ville dock att vagnslasttrafiken Enköping–Enköping Bahco skulle behållas för att möjliggöra anslutning till ett planerat industriområde. Länsstyrelsen ansåg även att spårläggningen borde behållits i sin helhet och getts ett mindre underhåll för att trafiken i framtiden skulle kunna återupptas, men så skedde inte. Järnvägsbron (svängbro) över Örsundaån öppnades 1982. Den systematiska uppbrytningen av rälsen hade i vart fall inletts senast i december 1983. Rivningen var klar vecka 4 1984 efter att rälsen hade sålts till Stena Metall. Den två kilometer långa sträckan Enköping–Enköping Bahco överlevde upprivningen av rälsen i början av 1980-talet och låg intakt tills den olovligen bröts upp av en privatperson våren 2008.

## Nutid
Banvallen mellan Uppsala norra och den gamla plankorsningen med länsväg C 593 vid Västergärde i Balingsta socken används som gång- och cykelväg. Den är asfalterad mellan Uppsala norra och Flogsta, i övrigt grusväg. Denna väg kan man bland annat använda om man vill cykla naturskönt från Uppsala till Wiks slott, istället för att cykla på Riksväg 55. I övrigt har banvallen till stor del återgått till åkermark eller är överbyggd, såsom vid E18 eller allra närmast Uppsala norra station i närheten av den gamla växeln mot nuvarande Dalabanan, där det sedan 2010-talet är parkeringsplatser och bostadshus. Alla stationshus finns kvar förutom Uppsala norra och Ekebybruk, och likaså alla broar förutom den över Örsundaån.
Kollektivtrafiken Uppsala–Enköping går sedan banans nedläggning endast med buss, dels genom en vanlig landsbygdslinje som även angör Örsundsbro och dels genom en expressbusslinje som går direkt mellan Uppsala och Enköping och på vägen endast angör städernas yttre delar.

## Framtid
Trafikverket har i nuläget(2020) inga planer på att återuppbygga banan. Men både Uppsala kommun och Enköpings kommun har i sina översiktsplaner identifierat möjliga sträckningar och reserverat mark för en framtida järnväg mellan städerna. Ett av de tre bansträckningsförslagen följer den gamla sträckningen mellan Skärfälten och Balingsta. Förslag är lagt av Regionsordförande Johan Edstav (MP) att bygga ny järnväg mellan Uppsala och Enköping. Det har antagits att många av resenärerna kommer att åka mellan Västerås och Uppsala, eftersom Västerås har tre gånger Enköpings invånarantal. Men det finns järnväg mellan Västerås och Uppsala, via Sala. Denna trafik, en del av Uven-tåget, satsas det en del på efter Mälartågs övertagande av trafiken 2021.

## I populärkulturen
Totte Wallin har besjungit järnvägen i sin komposition "Enköpingståge" (1978).
Norra station omnämns i Owe Thörnqvists "Norra station blues" (1981).

## Film och foto
Sekvenser från Örsundsbro järnvägsstation finns med i filmatiseringen av Fritiof Nilsson Piratens roman Bokhandlaren som slutade bada.
En DVD med videosekvenser från Enköpingsbanan från 1976–1977 gavs ut 2013 av Museiföreningen Stockholm–Roslagens Järnvägar.
Bilder från UEJ är publicerade i Per Rundblads Uppsala–Enköpings järnväg samt Arne Hällqvists Rälsbussar.

## Galleri

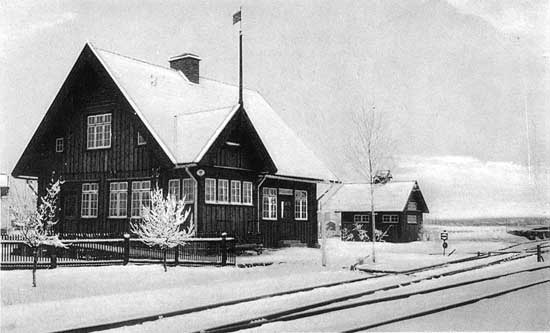
Uppsala Norra
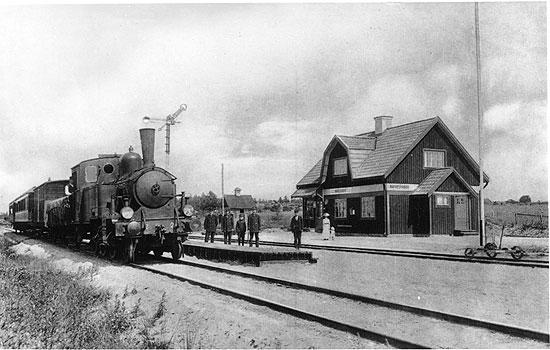
Navestabro
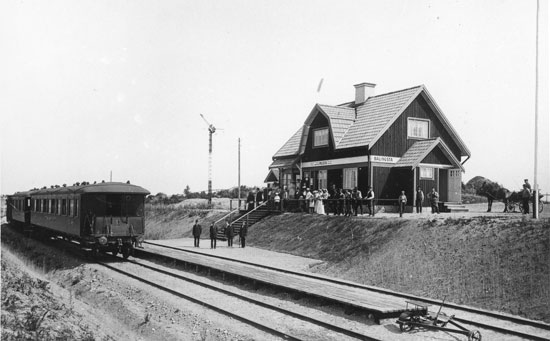
Balingsta
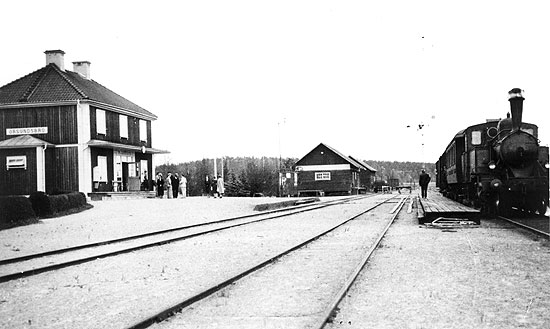
Örsundsbro
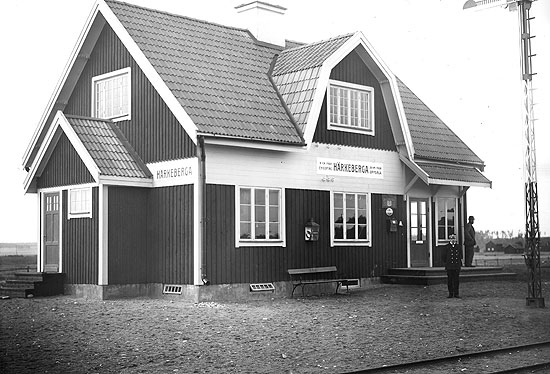
Härkeberga
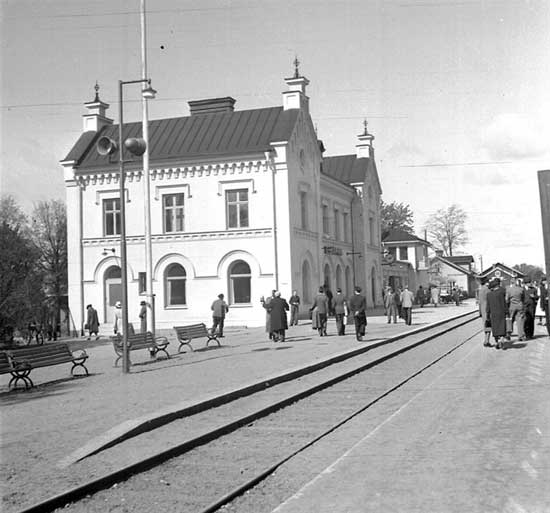
Enköping
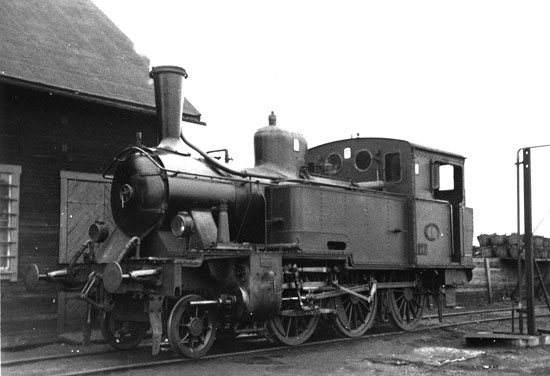
Lok nr 1
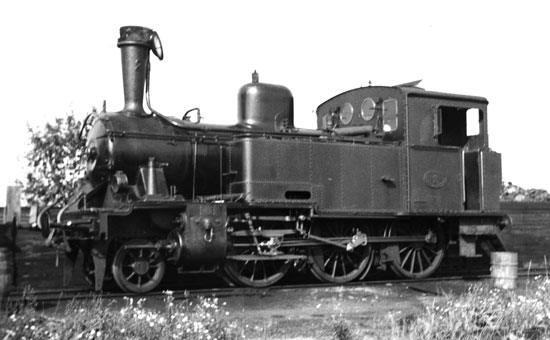
Lok nr 2
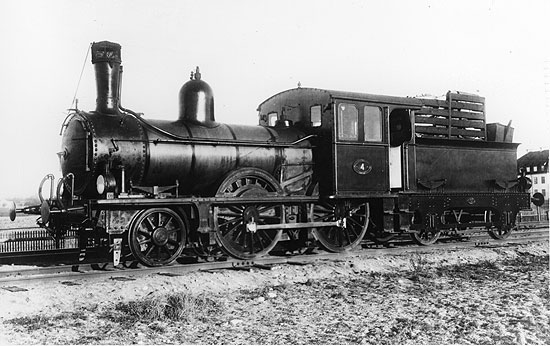
Lok nr 4
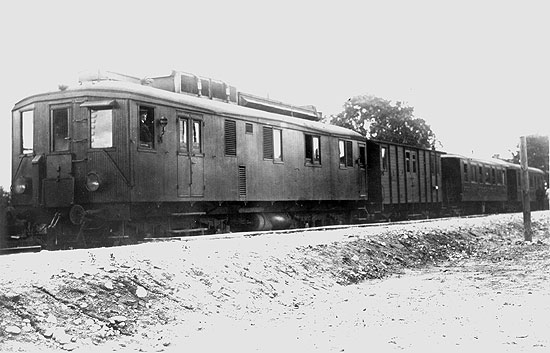
Lok nr 15
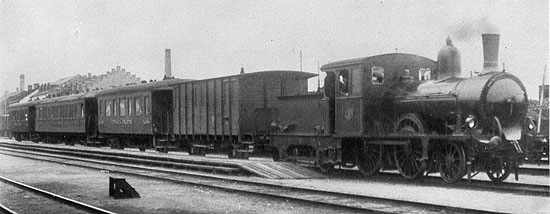
Ett tåg på UEJ
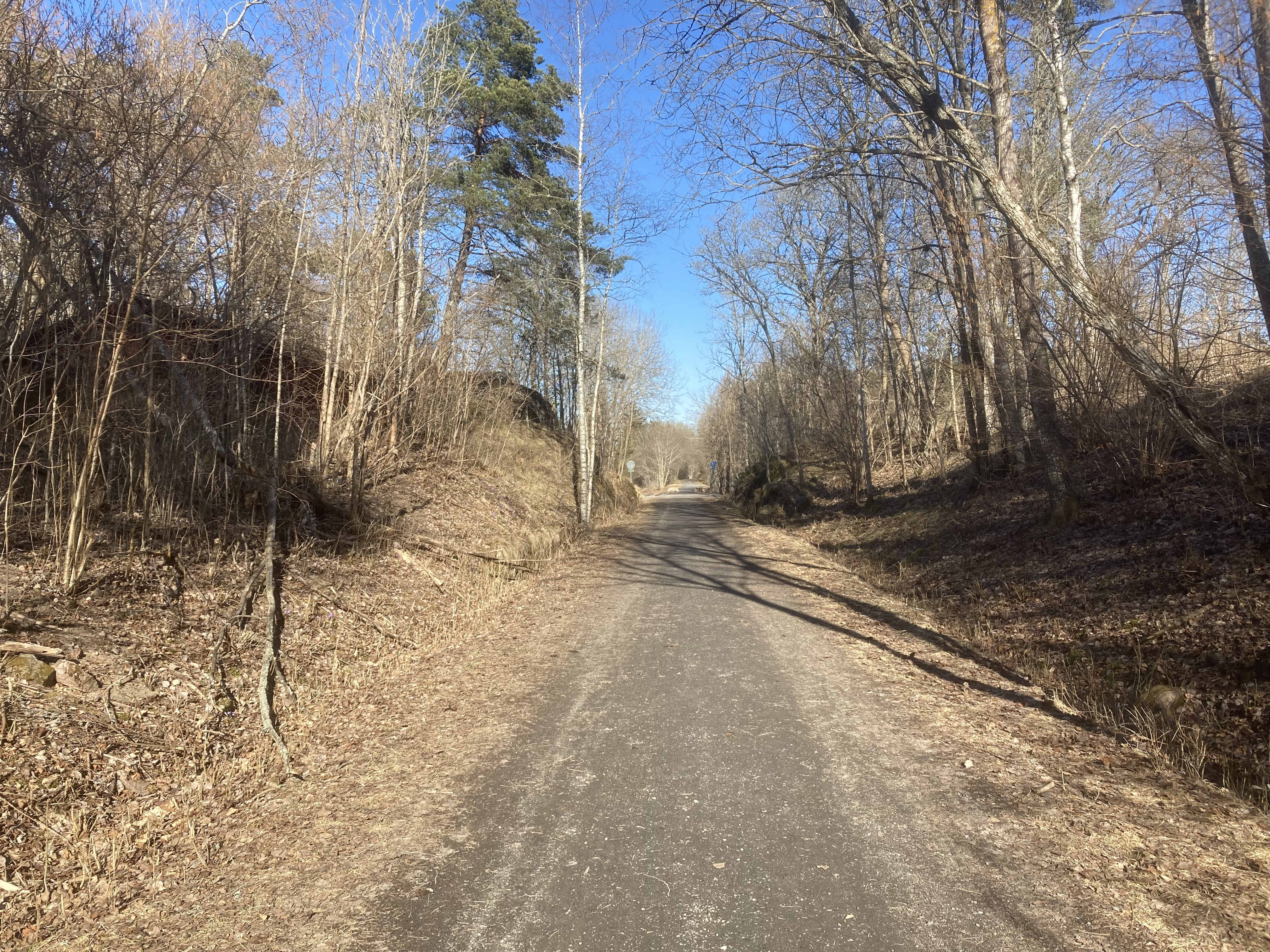
Banvallen fotograferad vid Läbyvads gamla hållplats, våren 2022